# 네메트 미클로시 (육상 선수)
네메트 미클로시(헝가리어: Neméth Miklós, 1946년 1월 23일 ~ )는 헝가리의 창던지기 선수로 전 세계 기록 보유자이다. 
부다페스트에서 1948년 하계 올림픽 해머던지기 금메달리스트 네메트 임레의 아들로 태어났다. 1976년 몬트리올 올림픽에서 첫 라운드 94.58m의 세계 기록을 세웠고 금메달 획득으로 헝가리 올해의 스포츠인으로 선정되었다.
네메트의 기록은 1980년 4월 23일 같은 국가의 퍼러기 페렌츠가 96.72m를 기록할 때까지 세계 최고 기록으로 남아있었다.